# 北原憲彦
北原 憲彦（きたはら のりひこ、1954年12月11日 - ）は、日本の元バスケットボール選手、指導者である。長野県伊那市出身。モントリオールオリンピック男子バスケットボール日本代表。江戸川大学社会学部経営社会学科特任教授で、研究分野は健康・スポーツ科学、専門分野はスポーツ教育学、スポーツ経営学。同校の男女バスケットボール部の部長を務めている。明治大学付属中野高等学校、明治大学文学部日本文学科卒業。

## 来歴

### 選手時代
明大中野高校でバスケットボールに本格的に取り組み、第1回春の選抜（現・ウィンターカップ）優勝メンバーとなる。また、当時大会記録となる1試合58得点を叩き出した（2008年に藤井祐眞（藤枝明誠）が更新）。
明治大学進学後も、関東リーグ戦、インカレなどのタイトルを総なめにし、個人タイトルも多数手にする。4年次には主将を務め、モントリオール五輪にも出場。後のbjリーグコミッショナー河内敏光は同期に当たる。
卒業後の1977年、日本鋼管に入社。南カリフォルニア大学に留学。
1978年に帰国しバスケットボール部に所属。日本リーグ1部優勝に貢献し、最優秀選手賞とベスト5に選ばれる。
1980年のオールジャパン優勝、1981年のアジアクラブ選手権大会準優勝も経験。
全日本でも活躍を続け、1981年からは主将を務め、1982年アジア競技大会で銅メダルに導く。

### 指導者
1988年現役引退。指導者に転じ、第一勧業銀行女子バスケットボール部のヘッドコーチに就任。
1993年には、日本リーグ昇格へ導く。
1994年、古巣である日本鋼管のコーチに就任。同年のJICトーナメント優勝、1996年のJBLトーナメント優勝に導く。
1999年、第一勧業銀行ヘッドコーチ復帰。2001年にW1リーグ優勝へ導くがチームは廃部。
2000年、全日本女子監督に就任。2003年まで務め、その間2002年世界選手権でも指揮を執った。ちなみに2001年以降は専任となり、北原が全日本女子初の専任監督となった。
現在は江戸川大学教授を務め、男女バスケットボール部部長として指導にも当たる一方、NBAなどの解説者も務めている。

## 経歴
- 明大中野高 - 明治大学 - 日本鋼管（1977年〜1988年）

## 日本代表歴
- 1976モントリオール五輪
- 1982アジア競技大会